# 全日本合唱コンクール
全日本合唱コンクール（ぜんにっぽんがっしょうコンクール、National Choral Competition）は、（一社）全日本合唱連盟と朝日新聞社が主催し、毎年開催する日本の合唱大会である。合唱技術の向上を目指し合唱音楽の普及向上を目的として実施する。NHK全国学校音楽コンクール（Nコン）と並んで二大コンクールと呼ばれる。Nコンとの区別から、一般的に「朝コン」または「連盟」等と呼ばれる。

## コンクールの歴史
- 1948年（昭和23年）：第1回。「学生」「職場」「一般」の3部門で開催。当初は関東・東海・関西・西部の4合唱連盟から各部門4団体ずつ出場。1団体の上限人数は50人。
- 1951年（昭和26年）：第4回。「学生部門」を「高等学校部門」と「大学部門」に分割し、4部門となる。
- 1954年（昭和29年）：第7回。この年より、3年連続優勝した合唱団はコンクールに「招待演奏」として審査の対象外で出場する。
- 1963年（昭和38年）：第16回。この年のみ初めて2日間開催となる。
- 1970年（昭和45年）：第23回。演奏時間10分以内、1団体の人数を16人以上、上限なしとする規定改正。各支部の参加団体数に応じて全国大会に出場できる団体数を決定する比例代表制を採用。評価方法を順位制から金・銀・銅の絶対評価に変更。この年と翌年は課題曲を撤廃。
- 1970年（昭和46年）：第24回。この年以降2日間開催。
- 1972年（昭和47年）：第25回。課題曲が復活。「選択曲集」（現在の合唱名曲シリーズ）を発行し、この中から課題曲を選択する。演奏時間を課題曲自由曲あわせて12分以内とする規定改正。
- 1977年（昭和52年）：第30回。シード制を採用。全国大会で金賞を受賞した団体は、翌年の全国大会に支部大会で審査を受けずに出場できる。この年限りで招待演奏を廃止。
- 1984年（昭和59年）：第37回。初の3日間開催。「高等学校部門」と「一般部門」は、それぞれ16人以上40人以下の「Aグループ」と41人以上の「Bグループ」に分けられる。
- 1987年（昭和62年）：第40回。「高等学校部門」は演奏時間が10分に短縮。出演人数の下限を「12人以上」、Aグループは「12人以上32人以下」、Bグループは「33人以上」とする規定改正。
- 1990年（平成2年）：第43回。朝日作曲賞入賞作品を課題曲として採用が始まる。
- 1991年（平成3年）：第44回。「中学校部門」を新設、5部門となる。
- 1992年（平成4年）：第45回。全国大会において、出場全団体に金・銀・銅のいずれかの賞を贈る。シード制を改変し、各部門上位2団体のみがシードとなる規定改正。
- 1996年（平成8年）：第49回。この年以降4日間開催。10月下旬に高等学校・中学校部門、11月に大学・職場・一般部門とする。課題曲は時間制限なし、自由曲は高等学校部門6分30秒以内、大学・職場・一般部門は8分30秒以内とする演奏時間の規定改正。高等学校部門でシード制を廃止。
- 1997年（平成9年）：第50回。大学部門も「Aグループ」「Bグループ」を採用。記念大会として各支部からの推薦枠を拡大した。
- 2002年（平成14年）：第55回。出演人数の下限を「8人以上」に規定改正。
- 2003年（平成15年）：第56回。中高一貫校は、中学生・高校生合同で高等学校部門に出場できるよう規定改正。
- 2008年（平成20年）：第61回。大学部門の「Aグループ」「Bグループ」を廃止。
- 2013年（平成25年）：第66回。大学・職場・一般部門を再編成。「大学ユースの部」（28歳以下のみで8人以上）、「室内合唱の部」（6人以上24人以下）、「混声合唱の部」（25人以上）、「同声合唱の部」（25人以上）のいずれかを選択して出場する。各部上位1団体のみがシードとなる規定改正。
- 2016年（平成28年）：第69回。大学・職場・一般部門の「混声合唱の部」「同声合唱の部」の出演人数を「8人以上」に変更。
- 2019年（平成31年）：第72回。中学校・高等学校部門の複数校による合同合唱団は「3校まで」とする規定改正[注 1]。「小学校部門」を新設、6部門となる。
- 2020年（令和2年）：第73回。新型コロナウイルス感染症の流行の収束予測が立たないため、全国大会を全部門で中止[2][3]
- 2021年（令和3年）：第74回。2年ぶりに全国大会を開催。全日本合唱連盟の定める「合唱活動における新型コロナウイルス感染症拡大防止のガイドライン」に則って行われた。

## コンクールの形態

### 出演資格
現行の規定は、第73回から適用される。出演資格のある合唱団は、各都府県（北海道は地区）の合唱連盟に登録している合唱団である。合唱団の構成により以下の部門に分けられる。
中学校部門
高等学校部門
- いずれも8人以上で、同一校に在籍する学生・生徒で構成される合唱団、もしくは複数校の合同で構成される合唱団。ひとつの学校から複数の合唱団が出場できる。
- 中高一貫校は、中学生・高校生合同で高等学校部門に出演できる。この場合、当該校の中学生は、規定上高校生として扱われる。さらに、第73回より高等学校部門に出演しない中学校相当学年の生徒だけで、高等学校部門に出演した合唱部とは別に加盟をし、中学校部門に出演することができる。
- 出演団員は同一種別（混声・男声・女声）に1回に限り出演できる。
- 中学校部門は混声合唱の部と同声合唱の部[注 3]に、高等学校部門は32人以下のAグループと33人以上のBグループに分けられ、それぞれ別個に審査が行われる。
- 複数校による合同合唱団は、以下の要件をすべて満たす合唱団に限る。
  - 常時活動し、所属する都道府県合唱連盟理事長が認めること。「常時活動」とは、「おおむね月1回以上の活動をしている」と解釈されている。
  - 校数は3校までとし、団体名に各学校の名称が入っていること（第72回より）[注 4]。うち1校は人数の上限を定めないが、他の学校はそれぞれ8名未満とする（第73回より）。

大学・職場・一般部門
- 合唱連盟に登録している部門にかかわらず以下のいずれかを選択して出演する。同一合唱団はいずれか1回しか出場することはできない。なお、中学校部門・高等学校部門に登録している団体は、これらの部を選択することはできない。
  - 大学ユースの部
    - 出演人数が8人以上で、出演するメンバー全員が、当該年の4月1日現在28歳以下である合唱団。
    - 「ジュニア部門」（主として小学生以下の児童が活動する合唱団）に登録している合唱団は、この部を選択することが望ましいとされる。

  - 室内合唱の部
    - 出演人数が6人以上24人以下である合唱団。

  - 混声合唱の部
    - 出演人数が8人以上である混声合唱団。

  - 同声合唱の部
    - 出演人数が8人以上である男声合唱団もしくは女声合唱団。

指揮者・伴奏者・独唱者の出演資格は問わないので、コンクールのために外部からプロの指揮者等を招聘することも可能である。ただし、中学校部門・高等学校部門では、指揮者・伴奏者・独唱者は、当該校長が認めた者に限られる。また、指揮者・伴奏者・独唱者が合唱メンバーに入って歌う場合は、当該部門の出演資格を満たさなければならない。出演資格に違反したときは、出演停止もしくは入賞の取り消しがなされる。
小学校部門
以下の内容は、2018年8月24日時点の「全日本合唱コンクール全国大会小学校部門開催規定」に基づく。2019年度から2023年度までの5年間を試行期間としている。
- 出演人数は6人以上。同一校または3校以内の小学校に在籍する児童で編成される合唱団であること。
- 全日本合唱連盟に所属する各都道府県地区合唱連盟に加盟していることが必要であるが、2023年度までの試行期間については未加盟でも出場可能。
- 小中一貫校の場合、小学校相当学年の児童で編成する合唱団であれば出場可能。

### 演奏規定
出場団体は、当該年度の「合唱名曲シリーズ」から任意の一曲を課題曲として全員で演奏しなければならない。ただし、中学校部門には課題曲がなく、自由曲のみの演奏である。「合唱名曲シリーズ」は、前年の12月ごろに曲目が発表され、当年3月に出版される。課題曲に演奏時間の制限はないが、近年はおおむね3分から3分30秒程度の曲が多く選出されている。
自由曲は、演奏時間が定められており、中学校部門は8分00秒以内、高等学校部門は6分30秒以内、大学・職場・一般部門は8分30秒以内で演奏しなければならない（演奏時間とは、楽譜上に記載されている第1拍目（楽譜上の1拍目が休符であっても、指揮者がそれを振り始めるとカウントはスタートする。予備拍（いわゆる数取り）は含まれない）から、最後の曲の余韻が終わるまでである）。
演奏時間内であれば曲目、曲数に制限はないが、曲間も演奏時間に含まれ、演奏時間を1秒でも超過した場合は、審査の対象外となる（演奏を止められることはない）。舞台裏と審査員席近くにストップウォッチを持った計時係が存在する。
伴奏楽器は自由であるが、主催者が用意する楽器（ピアノ1台）以外を使用する場合は使用団体の責任において用意し、これにかかる費用は使用団体が支弁しなければならない。
演奏順は、課題曲、自由曲の順とする。都府県大会・支部大会・全国大会を通して、演奏曲目・曲目順・伴奏楽器を変更することはできない。課題曲と自由曲の採点の比率は規定に明示されていないが、過去の連盟役員の発言等から、現行は「課題曲：自由曲＝1：1」であると推定される。

### コンクールの審査
審査員は、作曲家、指揮者、声楽家、合唱連盟の役員などが務める。全国大会では審査員は9人以上と定められている。都府県大会及び支部大会では、参加団体数や規模によって、3人～7人と、地域によってばらつきがある。
全国大会の審査は、新増沢式採点法で行われる。都府県大会及び支部大会でも、全国大会に準じて新増沢式採点法を採用している大会が多いが、一部地域の大会では、独自性を出すために別の審査方式を用いている。
総合順位に基づいて、審査員の合議により、全国大会では全団体に、都道府県大会及び支部大会では音楽的に特にすぐれた演奏をした団体に、金・銀・銅の各賞が贈られる。その際、表彰式の結果発表の読み上げでは金賞と銀賞は発音が似ていて聞き間違いによる誤解を招く危険性があることから、金賞は「ゴールド金賞」「金賞ゴールド」「ゴールド」等、銀賞は「銀賞」「シルバー」等と読み上げる場合が多い。また全国大会では以下の特別賞が贈られるほか、都府県大会・支部大会でも独自の特別賞が存在する。
- 文部科学大臣賞
  - 各部において第1位の合唱団に贈られる。
- 厚生労働大臣賞
  - 職場部門において第1位の合唱団に贈られる（第65回まで）。
- （開催地の）都道府県知事賞、市長賞、教育長賞、教育委員会賞
  - 各部において第2位もしくは第3位の合唱団に贈られる（年度や開催自治体の意向により異なる）。
- 日本放送協会賞
  - 大学・職場・一般部門の各部において第2位もしくは第3位の合唱団に贈られる。
- カワイ奨励賞
  - 課題曲もしくは自由曲に邦人作品を歌った合唱団の中から1ないし2団体に贈られる。河合楽器製作所からグランドピアノ1台が賞品として贈られる。
- コンクール大賞
  - 全部門を通して1団体に贈られる（第48回まで）。

## コンクールの実施

### 全国大会までの道のり
全国大会の予選にあたる都府県大会及び支部大会は、全日本合唱連盟の地方支部組織である各地域の合唱連盟が主催する。都府県大会、支部大会（北海道・東北・関東・東京・中部・関西・中国・四国・九州の9支部）ですぐれた演奏をして審査員に推薦されると、全国大会に出場することができる。ただし、北海道支部・東京支部の全部門と、関西支部の大学・職場・一般部門は支部大会のみが行われる。全国大会に出演できる団体数は、都府県大会の参加団体数によって支部ごとに決められる。
大学・職場・一般部門においては、前年度の全国大会で各編成区分ごとの上位1団体に、全国大会へのシード権が与えられる。シード団体は、審査を受けることなく全国大会に出場することが出来るが、都府県大会及び支部大会では、審査の対象外で演奏しなければならない。またシード団体は、前年度の全国大会に出演した出演区分を変更することはできない。このほか、前年度の全国大会の成績に応じて支部大会へのシード権を与え都府県大会で審査を受けずに支部大会に出場することができる扱いを、各支部ごとに基準を設けて行っている。

### 全国大会
全国大会は毎年会場が異なり、全日本合唱連盟の理事会で開催地が決定されるが、原則として9支部の持ち回りである。これはNHK全国学校音楽コンクールの全国大会が、毎年東京・渋谷のNHKホールで開催されるのと対照的である。
第43回（1990年）以前は、1ヶ所の会場で全部門を開催していたが、第44回から第48回までは10月末に中学校部門、11月下旬に連続した3日間で高等学校・大学・職場・一般部門と2ヶ所の会場に分かれて開催するようになった。第49回より現行の開催日程となり10月末に中学校・高等学校部門、11月23日頃に大学・職場・一般部門を開催している。中学校・高等学校部門は、団体移動に配慮して、新幹線沿線地域で開催するのが慣例となっている。

## 課題曲一覧
全日本合唱連盟ウェブサイト、過去の課題曲を参照。

## 音源・映像
- 全国大会出演団体の演奏は、いずれもレーベルはブレーン株式会社が以下の取り扱いをしている。
  - 当日の大会会場で1団体ごとに収録されたカスタムCD等が演奏終了後15分程度で販売される。
  - 各部門ごとに複数団体が収録されたCD「ハーモニーの祭典」が後日発売される。中学校・高等学校部門は全団体の課題曲と自由曲全曲、大学・職場・一般部門は、金賞受賞団体が課題曲と自由曲、銀賞受賞団体が自由曲のみ収録されることが多い。
  - DVDは、1団体収録のカスタムDVDの他、課題曲全12曲(演奏団体があった場合)と各部門の第1位団体の自由曲を収録した「ベストハーモニー」、各部門の金賞団体を集めた「金賞スペシャル」が販売される。　
  - CD、DVDとも、好みの複数団体を組み合わせた特注品も、要相談で作成してくれる。
- 都道府県大会・支部大会においても、地元業者がカスタムCD等の販売を行っている大会がある。上記のブレーン株式会社は、本社が広島にあることから全国大会のほかに中国支部大会のCD等も扱っている。